# Трохокарпа горная
Трохока́рпа го́рная (лат. Trochocarpa montana) — вид цветковых растений рода Трохокарпа (Trochocarpa) семейства Вересковые (Ericaceae).

## Ботаническое описание

### Вегетативные органы
Небольшое дерево или кустарник. Изогнутый ствол может достигать до 30 см в диаметре. Высота, как правило, не превышает нескольких метров, но некоторые экземпляры достигают до 10 м в высоту. Кора тонкая, бежевая или розоватая, с коричневыми крапинками, покрыта чешуйками. Нижний слой коры значительно более тёмного цвета.
Листья очерёдные, но, в отличие от Trochocarpa laurina, не собраны группами на концах веточек. Листья не зубчатые, эллиптические, 1,5—7 см длиной и 0,4—2,5 см шириной, заострённые на конце, с обеих сторон блестящего зелёного цвета, но с нижней стороны бледнее. В листе имеется 5 параллельных жилок, жилкование лучше просматривается под листом. Новые листья красного цвета. Листовой черешок 2—3 мм длиной, опушённый.

### Генеративные органы
Мелкие кремово-коричневые цветки, собранные в колосья, появляются с марта по июль.
Плод — небольшая сплющенная костянка, синего или пурпурно-чёрного цвета. Созревание плодов с ноября по февраль. Кроме сочного ариллуса, костянка имеет 10-отсековый эндокарпий, каждая его ячейка содержит 1 семя.

## Распространение и местообитание
Эндемик Австралии, произрастает в Новом Южном Уэльсе. Растёт на высотах свыше 1000 м над уровнем моря в прохладных дождевых лесах умеренного пояса, часто вместе с растениями Nothofagus moorei и дорифора сассафрас (Doryphora sassafras).